# Câu lạc bộ thoát y

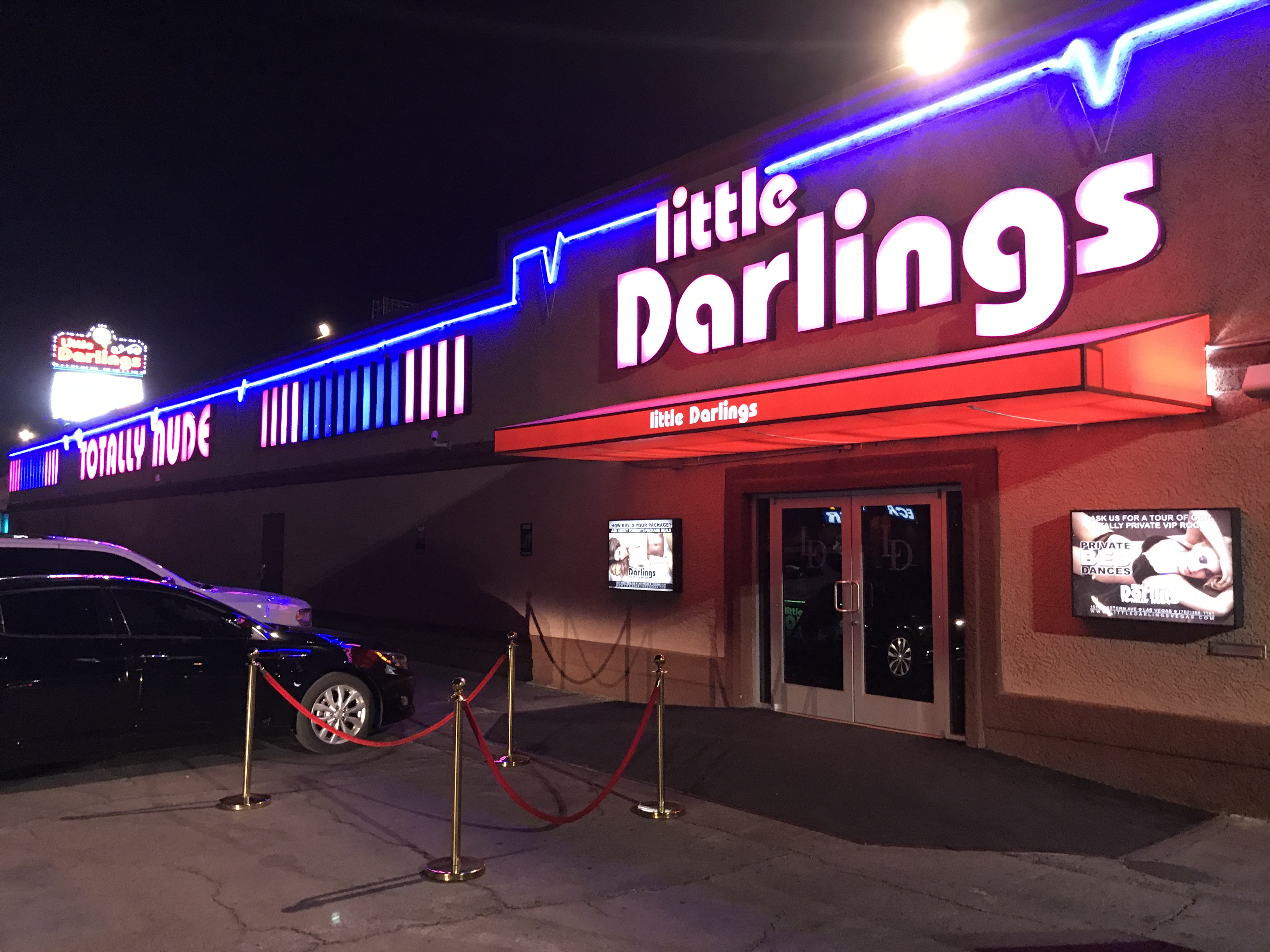
Bên ngoài câu lạc bộ thoát y Little Darlings tại Las Vegas, Nevada, sở hữu của Déjà Vu

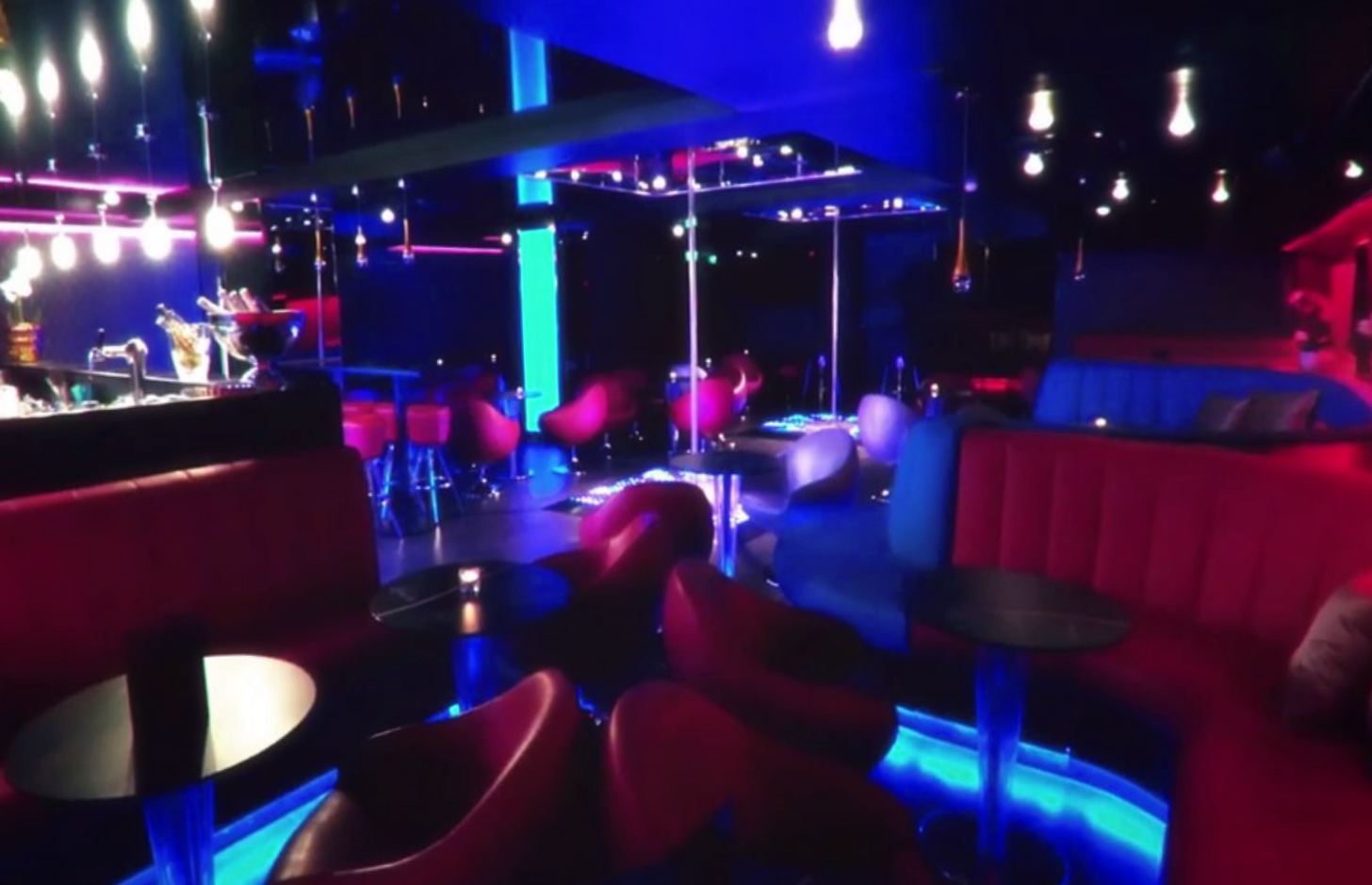
Nội thất của Gentlemans Club ở Helsinki, Phần Lan

Câu lạc bộ thoát y là các địa điểm tại đó các vũ công thoát y cung cấp các trò giải trí cho người lớn, chủ yếu ở dạng striptease hoặc các màn nhảy gợi tình. Các câu lạc bộ thoát y thường theo phong cách nightclub hoặc quán bar, hoặc phong cách sân khấu hoặc cabaret. Các câu lạc bộ thoát y kiểu Mỹ bắt đầu xuất hiện bên ngoài Bắc Mỹ sau Thế chiến II, tới châu Á vào cuối những năm 1940 và tới châu Âu vào những năm 1950, nơi họ cạnh tranh với các màn biểu diễn múa gợi tình và khiêu dâm kiểu Anh và Pháp.
Tính đến năm 2005, quy mô công nghiệp câu lạc bộ thoát y toàn cầu ước tính đạt 75 tỷ đô la Mỹ. Năm 2002, quy mô công nghiệp câu lạc bộ thoát y tại Hoa Kỳ ước tính đạt 3,1 tỷ đô la Mỹ, chiếm 19% trong tổng doanh thu công nghiệp tình dục hợp pháp. Hồ sơ SEC và hồ sơ kiểm soát rượu nhà nước có sẵn tại thời điểm đó cho thấy có ít nhất 2.500 câu lạc bộ thoát y tại Hoa Kỳ, và kể từ đó, số câu lạc bộ kiểu này ở Hoa Kỳ đã phát triển. Lợi nhuận của các câu lạc bộ thoát y, cũng như các doanh nghiệp định hướng dịch vụ khác, phần lớn phụ thuộc vào vị trí và thói quen tiêu dùng của khách hàng. Một câu lạc bộ thoát y được đầu tư cơ sở vật chất, trang thiết bị, đồ đạc và các yếu tố khác tốt hơn, thì khách hàng có nhiều khả năng sẽ phải trả phí cao hơn khi vào cửa và cho các tính năng cao cấp như phòng VIP. Danh tiếng của câu lạc bộ thoát y là một chỉ số về chất lượng của nó, cũng như việc truyền miệng trong số khách hàng đã đến chơi các câu lạc bộ ở các khu vực khác nhau.
Việc các câu lạc bộ thoát y đóng vai trò đầu ra cho giải trí tình dục là một chủ đề thường xuyên trong văn hóa đại chúng. Trong một số sản phẩm truyền thông, các câu lạc bộ này được miêu tả chủ yếu như là những địa điểm tập trung những thói xấu và tội ác. Các câu lạc bộ thoát y và các khía cạnh khác nhau của hoạt động kinh doanh này được nêu bật trong các phim ảnh. Danh sách "Top Strip Club" trong một số phương tiện truyền thông đã chứng minh rằng striptease theo phong cách Mỹ là một hiện tượng toàn cầu và là một hình thức giải trí được chấp nhận về mặt văn hoá, mặc dù đã được pháp luật và các phương tiện thông tin đại chúng kiểm tra kỹ lưỡng. Các trang web phổ biến trên Internet cho những người đam mê câu lạc bộ thoát y cũng có danh sách được sắp xếp theo tổng số khách truy cập trang web. Tình trạng pháp lý của các câu lạc bộ thoát y đã phát triển theo thời gian,  với luật pháp của các quốc gia và địa phương ngày càng trở nên tự do hơn đối với vấn đề này trên toàn thế giới, mặc dù một số quốc gia (như Iceland) đã áp dụng các giới hạn nghiêm ngặt và cấm đoán đối với loại hình kinh doanh này. Các câu lạc bộ thoát y thường là mục tiêu của kiện cáo trên khắp thế giới, và ngành công nghiệp tình dục, bao gồm các câu lạc bộ thoát y, là một vấn đề nóng trong nền văn hoá và chính trị đại chúng. Một số câu lạc bộ thoát y đã được coi là có liên kết với tội phạm có tổ chức.